# Bidi

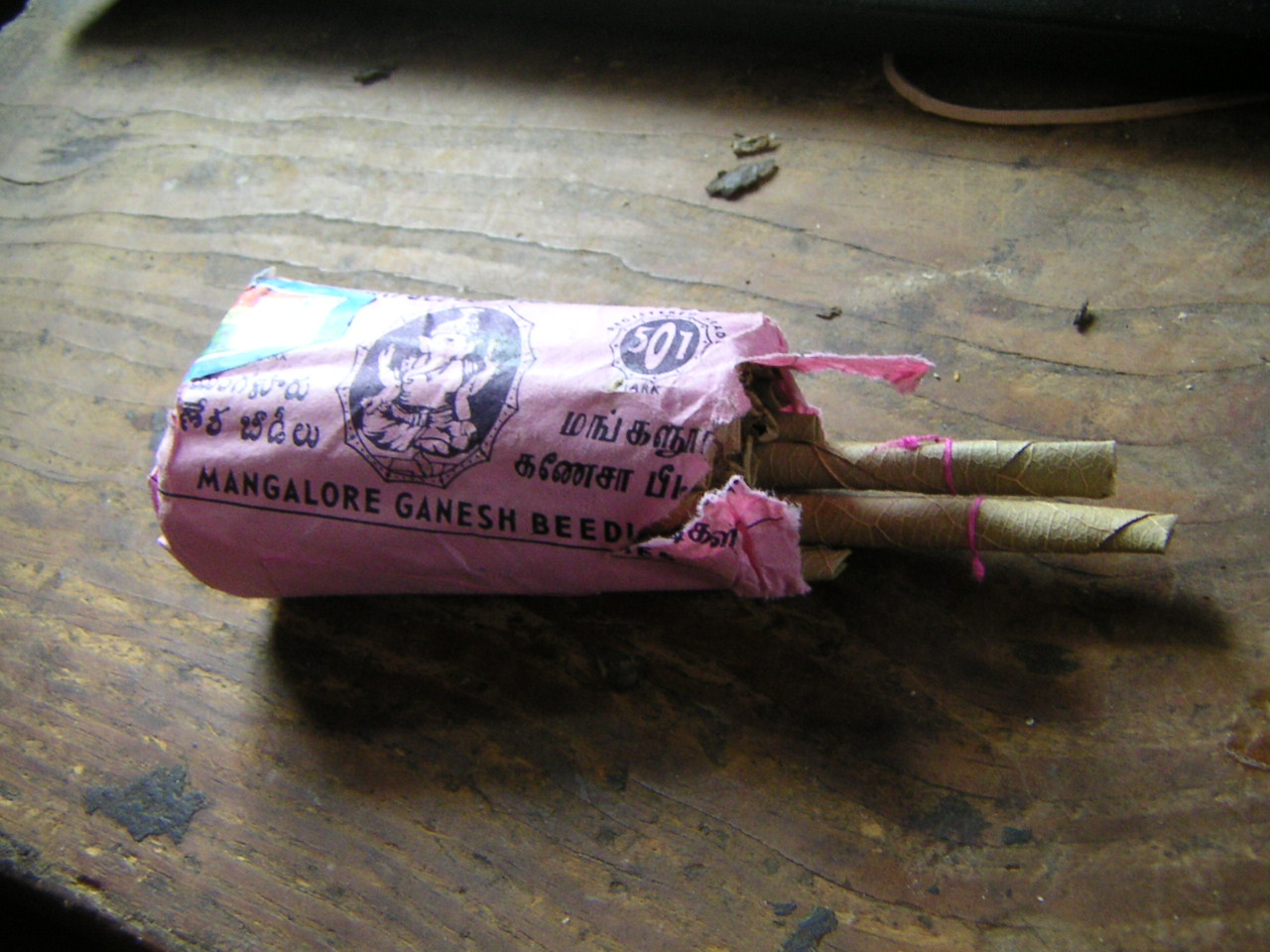
Un pacchetto di bidi

Il bidi  (scritto anche beedi nella grafia anglosassone) è un tipo di sigaretta riempita di foglie di tabacco ma arrotolata, a differenza delle normali sigarette, in una foglia di tendu (Diospyros melanoxylon o Piliostigma racemosum), legata con un sottile filo di corda o un adesivo a un'estremità.
I bidi sono originari del subcontinente indiano. È un metodo tradizionale di consumo del tabacco in tutta l'Asia meridionale e in parti del Medio Oriente, dove i bidi sono popolari e poco costosi. In India, il consumo di bidi supera le sigarette convenzionali, e nel 2008 rappresentavano il 48% di tutto il consumo di tabacco indiano.

## Rischi per la salute
Nonostante evitino la combustione della carta, secondo gli studi i bidi sono altrettanto nocivi delle normali sigarette per quanto riguarda il rischio di malattie cardiache e polmonari, e presentano anche un rischio maggiore per quanto riguarda il cancro orale.